# Stringer Lawrence
Maggior Generale Stringer Laurence (Hereford, 6 marzo 1697 – Londra, 10 gennaio 1775) fu il primo Comandante in Capo dell'India e viene indicato dai più come il "padre dell'Esercito Indiano".

## Biografia
Lawrence nacque ad Hereford. Egli pare sia entrato nell'esercito inglese nel 1727 e prestò servizio a Gibilterra e nelle Fiandre, prendendo successivamente parte alla Battaglia di Culloden. Nel 1748, col rango di maggiore e la reputazione di un soldato d'esperienza, egli si recò in India per ottenere il comando delle truppe al servizio della Compagnia britannica delle Indie orientali. Lo schema elaborato dal generale francese Dupleix per aumentare l'influenza e le conquiste della Francia nell'India meridionale era ormai agli sgoccioli, e poco dopo il suo arrivo a Fort St David, Stringer Lawrence fu coinvolto negli avvenimenti svolti. Egli riuscì a battere i francesi a Cuddalore ma venne da questi catturato ad Ariancopang (Ariankuppam) mentre guidava l'avanzata delle sue truppe verso Pondicherry (che venne poi assediata dall'ammiraglio Edward Boscawen), e mantenuta sino alla Pace di Aix-la-Chapelle.
Nel 1749 gli venne ordinato di catturare Devicota. In quest'occasione Robert Clive prestò servizio sotto di lui dando così inizio ad una stretta e duratura amicizia tra i due.
Nel 1750 Lawrence fece ritorno in Inghilterra, ma nel 1752 tornò ancora in India. Qui egli trovò Clive al comando di un contingente che aveva l'intento di prendere Trichinopoly. Come ufficiale maggiore, Lawrence prese il comando per sé, ma sapientemente permise a Clive di svolgere le proprie azioni senza interferenze, fatti che portarono alla resa di tutte le forze francesi della regione. Nel 1752 pur con forze di numero inferiore egli sconfisse i francesi a Bahur (Behoor) e nel 1753 riprese nuovamente Trichinopoly. Per i successivi diciassette mesi egli combatté una serie di azioni militari in difesa della cittadina, programmando infine tre mesi di armistizio, che venne poi convertito in un vero e proprio trattato.
Nel 1757 condusse delle operazioni contro Wandiwash, e nel 1758-59 ottenne il comando di Fort St George durante l'assedio operato dai francesi di Lally. Nel 1759 il declinare progressivo della sua salute lo costrinse a tornare in Inghilterra. Egli riassunse quindi la sua posizione di comando nel 1761 come maggiore generale e comandante in capo delle forze militari britanniche in India. Clive lo assistette in questo periodo passandogli una pensione annua di 500 sterline per le sue spese. Nel 1765 presiedette un tavolo di discussioni incaricato di riorganizzare l'esercito di Madras e l'anno successivo si ritirò dalla carriera militare. Morì a Londra nel 1775 e la Compagnia britannica delle Indie orientali fece erigere nell'Abbazia di Westminster un monumento in suo onore. Una sua statua, vestita in abiti romani, si trova ancora oggi di fronte al Foreign and Commonwealth Office.